# 수원초등학교 (경기)
수원초등학교는 대한민국 경기도 수원시 팔달구 고등동에 있는 공립 초등학교이다.

## 연혁
- 1980.09.01 수원국민학교 설립인가
- 1980.11.10 21학급으로 편성 개교
- 1981.02.20 수원국민학교 병설유치원 인가
- 1982.02.16 제1회 졸업식 225명(남122명, 여103명)
- 1996.03.16 수원초등학교로 교명 변경
- 2009.06.02 2009 수원시 학생 예능경연대회 최우수상 표창
- 2012.08.01 학교안전강화시스템 구축
- 2013.02.15 수원안전학교 및 사회복지학교 운영 (2023. 2. 23 학교사회복지사업 폐지)
- 2015.02.17 제34회 졸업식
- 2015.03.01 제16대 전현 교장선생님 부임
- 2015.03.01 17학급 편성, 특수학급1학급 편성, 유치원2학급 편성